# FIFA World Player of the Year 1993

L'italiano Roberto Baggio, eletto World Player of the Year 1993.

L'edizione 1993 del FIFA World Player, 3ª edizione del premio calcistico istituito dalla FIFA, fu vinta dall'italiano Roberto Baggio (Juventus).
A votare furono 71 commissari tecnici di altrettante Nazionali.